# هنري أندرسون (لاعب كريكت)
هنري أندرسون (بالإنجليزية: Henry Anderson)‏ (13 أكتوبر 1803 - 18 سبتمبر 1873) هو لاعب كريكت بريطاني (وحمل سابقاً جنسية المملكة المتحدة لبريطانيا العظمى وأيرلندا). لعب مع نادي مارليبون للكريكت ‏.